# Dactylochelifer redikorzevi
Espèce
Synonymes
- Chelifer redikorzevi Beier, 1929

Dactylochelifer redikorzevi est une espèce de pseudoscorpions de la famille des Cheliferidae.

## Distribution
Cette espèce se rencontre en Ouzbékistan, au Kirghizistan et au Kazakhstan.

## Étymologie
Cette espèce est nommée en l'honneur de Vladimir V. Redikorzev.

## Publication originale
- Beier, 1929 : Die Pseudoskorpione des Wiener Naturhistorischen Museums. II. Panctenodactyli. Annalen des Naturhistorischen Museums in Wien, vol. 43, p. 341-367.